# Bernardo Fernández
Bernardo Fernández (Ciudad de México; 1972), también conocido como Bef, es un escritor, historietista y diseñador gráfico mexicano. Destacado en las tres disciplinas, se le conoce sobre todo como autor de la novela policiaca Tiempo de alacranes, ganadora de los premios Una vuelta de tuerca en México y Memorial Silverio Cañadas en la Semana Negra de Gijón. Es uno de los más reconocidos autores de novela gráfica así como escritores de ciencia ficción en su país; en los años 90 fue coeditor del fanzine Sub, de aparición esporádica, y director de arte de la revista Complot .Internacional. 

## Biografía
Nació en una familia de ingenieros, ligada al periodismo y la enseñanza. Su abuelo fue cronista taurino, Macharnudo, de El Sol de México, quien lo llevó al diario para que publicara una tira cómica, pero no se dio la oportunidad.
Estudió la preparatoria en el Centro Universitario México y se graduó como diseñador gráfico en la Universidad Iberoamericana, en donde imparte clases de ilustración. 
En 1990 empezó su carrera como dibujante profesional en El Universal, y a partir de ese año ha desarrollado todo tipo de proyectos editoriales, cómics e ilustraciones. Ha publicado más de quince libros —entre los que destacan Tiempo de alacranes (Premios Una vuelta de Tuerca 2005 y Memorial Silverio Cañada 2006), El ladrón de sueños, Gel azul (Premio Ignotus 2007), Ojos de lagarto, Hielo negro (Premio Internacional de Novela Grijalbo 2011), las compilaciones de historietas breves Monorama, volumen 1 y 2, ¡Cielos mi marido, Espiral—, así como también novelas gráficas en colaboración como La calavera de cristal (texto de Juan Villoro y guion de Nicolás Echeverría); la adaptación a novela gráfica de Los bandidos de Río Frío (adaptación de Francisco Haghenbeck e ilustraciones de Bernardo). En tanto a literatura infantil, ha escrito El libro de los cuentos, El llanto de los niños muertos y Cuento de hadas para conejos.

## Obras

### Novelas
- Tiempo de alacranes (Joaquín Mortiz, 2005)
- Gel azul (Parnaso, 2006; incluye El estruendo del silencio)
- Ladrón de sueños (Almadía, 2008)
- Ojos de lagarto (Planeta, 2009)
- Hielo negro (Grijalbo, 2011)
- Cuello Blanco (Grijalbo, 2013)
- 1874 (Flash, 2013), Novela en formato digital.
- Bajo la máscara (Almadía, 2014)
- Azul cobalto (Océano, 2016)
- Esta bestia que habitamos: Un caso del Járcor (Océano, 2021)

### Libros de cuentos
- ¡¡Bzzzzzzt!! Ciudad interfase (Times Editores 1998)
- El llanto de los niños muertos (Tierra Adentro, 2004)
- Escenarios para el final del mundo/Relatos reunidos (Océano Hotel de las Letras, 2015).

### Libros infantiles
- Error de programación (Conaculta/Corunda 1997)
- Cuento de hadas para conejos (Alfaguara infantil/Conaculta)
- Groar (Conaculta 2007)
- Vacaciones en Marte (Conaculta 2009)
- Soy el Robot (Editorial Almadía 2010)

### Novela Gráfica

Bef en 2015

- Pulpo cómics (Pellejo/Molleja 2004), antología de cómics de ciencia ficción.
- Monorama (Resistencia, 2007), colección de cómics cortos del autor.
- Perros Muertos (Editorial Caligrama, 2008), cómic.
- Monorama 2 (Resistencia, 2009), segunda colección de cómics cortos del autor.
- Espiral un cómic recursivo (Alfaguara, 2010), primera novela gráfica del autor.
- ¡Cielos mi marido! (Resistencia, 2011), libro de humor sin diálogos.
- 1874 (Resistencia, 2013), con ilustraciones de Jorge F. Muñoz
- Uncle Bill (Sexto Piso, 2014)
- El instante amarillo (Océano, 2017)
- Habla María. Una novela gráfica sobre el autismo (Océano, 2018)

### Participaciones
- Los viajeros: 25 años de ciencia ficción (Ediciones SM, 2010) antología de cuentos con 18 autores. Antologador/Autor.
- Mexico City Noir, (Akashic Books, 2010) Antología de cuentos policiacios incluido uno de Bef.
- La Calavera de Cristal (Sexto Piso, 2011), autoría de Juan Villoro, ilustrada por BEF. (novela gráfica)
- Three Messages and a Warning: Contemporary Mexican Short Stories of the Fantastic (2012, Small Beer Press) Antología por Chris N. Brown, donde sale un cuento de Bernardo Fernández
- Los Bandidos del río frío (Resistencia, 2013), autoría de Manuel Payno, adaptación de textos a cargo de F.G. Haghenbeck e ilustraciones de Bernardo Fernández 'Bef'. (novela gráfica)
- 25 Minutos en el futuro: Nueva ciencia ficción Norteamericana, (Almadía, 2013), Antologador: Bernardo Fernández y Jose “Pepe” Rojo, una antología de autores de los EE. UU. y Canadá. Traducciones de Alberto Chimal, Gerardo Sifuentes, Alberto Calvo
- Keret en su tinta, (Sexto Piso, 2013), compilación por Bernardo Fernández e ilustrada por otros artistas mexicanos del autor israelí Etgar Keret.
- Bogotá contada, (Instituto Distrital de las Artes, 2013), Antología de crónicas y relatos inspirados en la ciudad de Bogotá. Edición Antonio Garcia Angel

## Reconocimientos
- Premio Nacional de Periodismo (dirección de arte de la revista Complot)
- Mención honorífica en el concurso de cuento de la Feria Internacional del Libro de Jalisco (1997, por Error de programación)
- Primera mención del concurso Vid de novela de ciencia ficción (2001, por Gel azul)
- Premio Nacional de novela negra: Una vuelta de tuerca 2005 (por Tiempo de Alacranes)[3]
- Premio Memorial Silverio Cañada a mejor primera novela policiaca de la Semana Negra de Gijón (2006, por Tiempo de Alacranes)
- Premio Ignotus de la Asociación Española de Fantasía, Ciencia Ficción y Terror (2007, por Gel azul)
- Finalista del Premio U.P.C. (2004, por El estruendo del silencio)
- Primer Premio de Novela Grijalbo (2011, por Hielo Negro)
- Premio Reconocimiento Compromiso con las Letras #32FENAL Feria Nacional del Libro de León (2021)